# Memmert
Memmert – wyspa wchodząca w skład Wysp Wschodniofryzyjskich i jednocześnie obszar wolny administracyjnie (niem. gemeindefreies Gebiet) w Niemczech w kraju związkowym Dolna Saksonia, w powiecie Aurich. Teren jest niezamieszkany.